# Sopot Open 2006 - Qualificazioni singolare
Le qualificazioni del singolare del Sopot Open 2006 sono state un torneo di tennis preliminare per accedere alla fase finale della manifestazione.
I vincitori dell'ultimo turno sono entrati di diritto nel tabellone principale. In caso di ritiro di uno o più giocatori aventi diritto a questi sono subentrati i lucky loser, ossia i giocatori che hanno perso nell'ultimo turno ma che avevano una classifica più alta rispetto agli altri partecipanti che avevano comunque perso nel turno finale.
Il tabellone prevedeva 32 partecipanti di cui 4 sono entrati nel tabellone principale.

## Teste di serie
1. Martín Vassallo Argüello (Qualificato)
2. Hugo Armando (Qualificato)
3. Daniel Gimeno Traver (Qualificato)
4. Adrián García (Qualificato)

1. Simone Vagnozzi (ultimo turno)
2. Steve Darcis (ultimo turno)
3. Dawid Olejniczak (ultimo turno)
4. Gustavo Marcaccio (ultimo turno)

## Qualificati
1. Martín Vassallo Argüello
2. Hugo Armando

1. Daniel Gimeno Traver
2. Adrián García

## Tabellone

### Legenda
| - Q = Qualificato - WC = Wild card - LL = Lucky loser | - ALT = Alternate - SE = Special Exempt - PR = Protected Ranking | - w/o = Walkover - r = Ritirato - d = Squalificato |

### Sezione 1
|  | Primo turno       | Primo turno              | Primo turno              | Primo turno | Primo turno |  |  | Secondo turno | Secondo turno            | Secondo turno            | Secondo turno | Secondo turno |   |   | Ultimo turno | Ultimo turno             | Ultimo turno | Ultimo turno | Ultimo turno |  |
|  |                   |                          |                          |             |             |  |  |               |                          |                          |               |               |   |   |              |                          |              |              |              |  |
|  | 1                 | Martín Vassallo Argüello | Martín Vassallo Argüello | 6           | 6           |  |  |               |                          |                          |               |               |   |   |              |                          |              |              |              |  |
|  |                   | Janusz Conradi           | Janusz Conradi           | 1           | 0           |  |  | 1             | Martín Vassallo Argüello | Martín Vassallo Argüello | 6             | 2             |   |   |              |                          |              |              |              |  |
|  | Mateusz Kowalczyk | Mateusz Kowalczyk        | 2                        | 6           | 6           |  |  |               | Mateusz Kowalczyk        | Mateusz Kowalczyk        | 0             | 0r            |   |   |              |                          |              |              |              |  |
|  | Raphael Durek     | Raphael Durek            | 6                        | 4           | 2           |  |  |               |                          |                          |               |               |   |   | 1            | Martín Vassallo Argüello | 4            | 6            | 6            |  |
|  | Marcin Matkowski  | Marcin Matkowski         | 4                        | 6           | 6           |  |  |               |                          | 6                        | Steve Darcis  | 6             | 4 | 2 |              |                          |              |              |              |  |
|  | Pawel Dilaj       | Pawel Dilaj              | 6                        | 1           | 2           |  |  |               | Marcin Matkowski         | Marcin Matkowski         | 2             | 2             |   |   |              |                          |              |              |              |  |
|  | 6                 | Steve Darcis             | Steve Darcis             | 6           | 7           |  |  | 6             | Steve Darcis             | Steve Darcis             | 6             | 6             |   |   |              |                          |              |              |              |  |
|  |                   | Michal Sekula            | Michal Sekula            | 0           | 63          |  |  |               |                          |                          |               |               |   |   |              |                          |              |              |              |  |

### Sezione 2
|  | Primo turno          | Primo turno          | Primo turno          | Primo turno | Primo turno |  |  | Secondo turno | Secondo turno        | Secondo turno        | Secondo turno     | Secondo turno     |   |   | Ultimo turno | Ultimo turno | Ultimo turno | Ultimo turno | Ultimo turno |  |
|  |                      |                      |                      |             |             |  |  |               |                      |                      |                   |                   |   |   |              |              |              |              |              |  |
|  | 2                    | Hugo Armando         | Hugo Armando         | 6           | 6           |  |  |               |                      |                      |                   |                   |   |   |              |              |              |              |              |  |
|  |                      | Michal Walkow        | Michal Walkow        | 1           | 2           |  |  | 2             | Hugo Armando         | Hugo Armando         | 6                 | 6                 |   |   |              |              |              |              |              |  |
|  | Bartlomiej Dabrowski | Bartlomiej Dabrowski | Bartlomiej Dabrowski | 6           | 6           |  |  |               | Bartlomiej Dabrowski | Bartlomiej Dabrowski | 2                 | 3                 |   |   |              |              |              |              |              |  |
|  | Piotr Zieliński      | Piotr Zieliński      | Piotr Zieliński      | 2           | 4           |  |  |               |                      |                      |                   |                   |   |   | 2            | Hugo Armando | Hugo Armando | 6            | 6            |  |
|  | Timo Nieminen        | Timo Nieminen        | Timo Nieminen        | 6           | 6           |  |  |               |                      | 8                    | Gustavo Marcaccio | Gustavo Marcaccio | 3 | 2 |              |              |              |              |              |  |
|  | Bojan Szumanski      | Bojan Szumanski      | Bojan Szumanski      | 2           | 2           |  |  |               | Timo Nieminen        | Timo Nieminen        | Timo Nieminen     | 2r                |   |   |              |              |              |              |              |  |
|  | 8                    | Gustavo Marcaccio    | Gustavo Marcaccio    | 6           | 6           |  |  | 8             | Gustavo Marcaccio    | Gustavo Marcaccio    | Gustavo Marcaccio | 6                 |   |   |              |              |              |              |              |  |
|  |                      | Mateusz Skorek       | Mateusz Skorek       | 1           | 2           |  |  |               |                      |                      |                   |                   |   |   |              |              |              |              |              |  |

### Sezione 3
|  | Primo turno     | Primo turno          | Primo turno          | Primo turno | Primo turno |  |  | Secondo turno | Secondo turno        | Secondo turno   | Secondo turno   | Secondo turno |   |   | Ultimo turno | Ultimo turno         | Ultimo turno | Ultimo turno | Ultimo turno |  |
|  |                 |                      |                      |             |             |  |  |               |                      |                 |                 |               |   |   |              |                      |              |              |              |  |
|  | 3               | Daniel Gimeno Traver | Daniel Gimeno Traver | 6           | 6           |  |  |               |                      |                 |                 |               |   |   |              |                      |              |              |              |  |
|  |                 | Jedrzej Zarski       | Jedrzej Zarski       | 1           | 1           |  |  | 3             | Daniel Gimeno Traver | 5               | 6               | 6             |   |   |              |                      |              |              |              |  |
|  | Filip Urban     | Filip Urban          | Filip Urban          | 6           | 6           |  |  |               | Filip Urban          | 7               | 2               | 2             |   |   |              |                      |              |              |              |  |
|  | Jakub Piter     | Jakub Piter          | Jakub Piter          | 4           | 0           |  |  |               |                      |                 |                 |               |   |   | 3            | Daniel Gimeno Traver | 6            | 0            | 7            |  |
|  | Pawel Syrewicz  | Pawel Syrewicz       | 7                    | 3           | 6           |  |  |               |                      | 5               | Simone Vagnozzi | 3             | 6 | 5 |              |                      |              |              |              |  |
|  | Tomasz Bednarek | Tomasz Bednarek      | 65                   | 6           | 4           |  |  |               | Pawel Syrewicz       | Pawel Syrewicz  | Pawel Syrewicz  | 1r            |   |   |              |                      |              |              |              |  |
|  | 5               | Simone Vagnozzi      | Simone Vagnozzi      | 6           | 6           |  |  | 5             | Simone Vagnozzi      | Simone Vagnozzi | Simone Vagnozzi | 5             |   |   |              |                      |              |              |              |  |
|  |                 | Andrzej Grusiecki    | Andrzej Grusiecki    | 0           | 2           |  |  |               |                      |                 |                 |               |   |   |              |                      |              |              |              |  |

### Sezione 4
|  | Primo turno      | Primo turno      | Primo turno      | Primo turno | Primo turno |  |  | Secondo turno | Secondo turno    | Secondo turno    | Secondo turno    | Secondo turno    |    |   | Ultimo turno | Ultimo turno  | Ultimo turno  | Ultimo turno | Ultimo turno |  |
|  |                  |                  |                  |             |             |  |  |               |                  |                  |                  |                  |    |   |              |               |               |              |              |  |
|  | 4                | Adrián García    | Adrián García    | 6           | 6           |  |  |               |                  |                  |                  |                  |    |   |              |               |               |              |              |  |
|  |                  | Piotr Olechowski | Piotr Olechowski | 0           | 1           |  |  | 4             | Adrián García    | Adrián García    | 6                | 6                |    |   |              |               |               |              |              |  |
|  | Leoš Friedl      | Leoš Friedl      | Leoš Friedl      | 6           | 6           |  |  |               | Leoš Friedl      | Leoš Friedl      | 2                | 4                |    |   |              |               |               |              |              |  |
|  | Marek Mrozek     | Marek Mrozek     | Marek Mrozek     | 0           | 0           |  |  |               |                  |                  |                  |                  |    |   | 4            | Adrián García | Adrián García | 7            | 6            |  |
|  | Dariusz Lipka    | Dariusz Lipka    | 6                | 3           | 6           |  |  |               |                  | 7                | Dawid Olejniczak | Dawid Olejniczak | 63 | 4 |              |               |               |              |              |  |
|  | Dawid Piatkowski | Dawid Piatkowski | 4                | 6           | 4           |  |  |               | Dariusz Lipka    | Dariusz Lipka    | 3                | 2                |    |   |              |               |               |              |              |  |
|  | 7                | Dawid Olejniczak | Dawid Olejniczak | 6           | 6           |  |  | 7             | Dawid Olejniczak | Dawid Olejniczak | 6                | 6                |    |   |              |               |               |              |              |  |
|  |                  | Pawel Glodkowski | Pawel Glodkowski | 2           | 0           |  |  |               |                  |                  |                  |                  |    |   |              |               |               |              |              |  |